# Принц Каспиан
 Тази статия е за романа за деца.  За литературния герой вижте Каспиан Десети.  
Принц Каспиан (на английски: Prince Caspian) е фентъзи-роман за деца от Клайв С. Луис. За първи път романът е издаден през 1951 г., което го прави втория публикуван роман от „Хрониките на Нарния“. Въпреки това, в хронологията на действието описано в книгите „Принц Каспиан“ се нарежда на четвърто място.

## Сюжет
Действието в книгата започва на Земята през 1941 г. Четирите деца Питър, Сюзън, Едмънд и Луси се завръщат в Нарния и откриват че от последното им посещение там (това се случва в романа „Лъвът, Вещицата и дрешникът“), в Нарния са изминали повече от хиляда години. Много от старата магия, която децата помнят от предишния си престой в Нарния, вече е забравена, след като Нарния е завладяна от хората от Телмар. С течение на времето, след като телмарците са завладели страната, те са се опитал да я „цивилизоват“ и говорещите животни, джуджетата и другите фантастични същества са се превърнали в част от легендите. Самите същества с времето са били прогонени в по-дивите части на Нарния. Четирите деца разбират, че са върнати в Нарния с помощта на ловния рог, който някога е принадлежал на Сюзън. Децата откриват, че са извикани от своя свят, за да помогнат на пълноправния наследник на трона на Нарния - принц Каспиан да си върне властта, отнета му от неговия чичо – крал Мираз.
В крайна сметка крал Мираз бива убит и на трона на Нарния се възкачва принц Каспиан. След връщането на властта в ръцете на нейния наследник, в Нарния се завръщат и много от говорещите зверове и магически същества, които преди това са прогонени от там. Именно те помагат на Каспиан да си върне трона, който му се полага по право. В края на романа децата се завръщат в своя собствен свят като преди това Аслан казва на Питър и Сюзън, че те никога няма да се върнат в Нарния отново.
Каспиан участва (като Крал Каспиан) и в две от следващите книги от „Хрониките на Нарния“ – „Плаването на „Разсъмване““ и „Сребърният стол“.